# Geotrypetes pseudoangeli
Geotrypetes pseudoangeli är en groddjursart som beskrevs av Taylor 1968. Geotrypetes pseudoangeli ingår i släktet Geotrypetes och familjen Caeciliidae. IUCN kategoriserar arten globalt som otillräckligt studerad. Inga underarter finns listade i Catalogue of Life.